# جون بروم (سياسي)
جون بروم هو سياسي أمريكي، ولد في 1738 في جزيرة ستاتن في الولايات المتحدة، وتوفي في 8 أغسطس 1810 في نيويورك في الولايات المتحدة. نشط حزبياً في الحزب الجمهوري الديمقراطي. وقد انتخب نائب حاكم نيويورك ‏ (يوليو 1804 – 8 أغسطس 1810) وانتخب عضو جمعية ولاية نيويورك ‏ (1800 – 1802) وانتخب عضو مجلس ولاية نيويورك ‏ (1804 – يوليو 1804).